# William Henry Miskin
William Henry Miskin, född 1842, död 1913, var en engelsk entomolog. Han föddes i Guildford och flyttade vid nio års ålder till delstaten Victoria i Australien. 
Han började samla fjärilar som barn och publicerade flera taxonomiska rapporter om fjärilar mellan 1874 och 1892, inklusive en beskrivning av herkulesspinnare. 1891 publicerade han the Synonymical Catalogue of Butterflies of Australia. Miskins samlingar och bibliotek köptes av Queensland Museum

### Webbkällor
- Museum Victoria - William Henry Miskin (engelska)